# Накано-Сакауэ (станция)

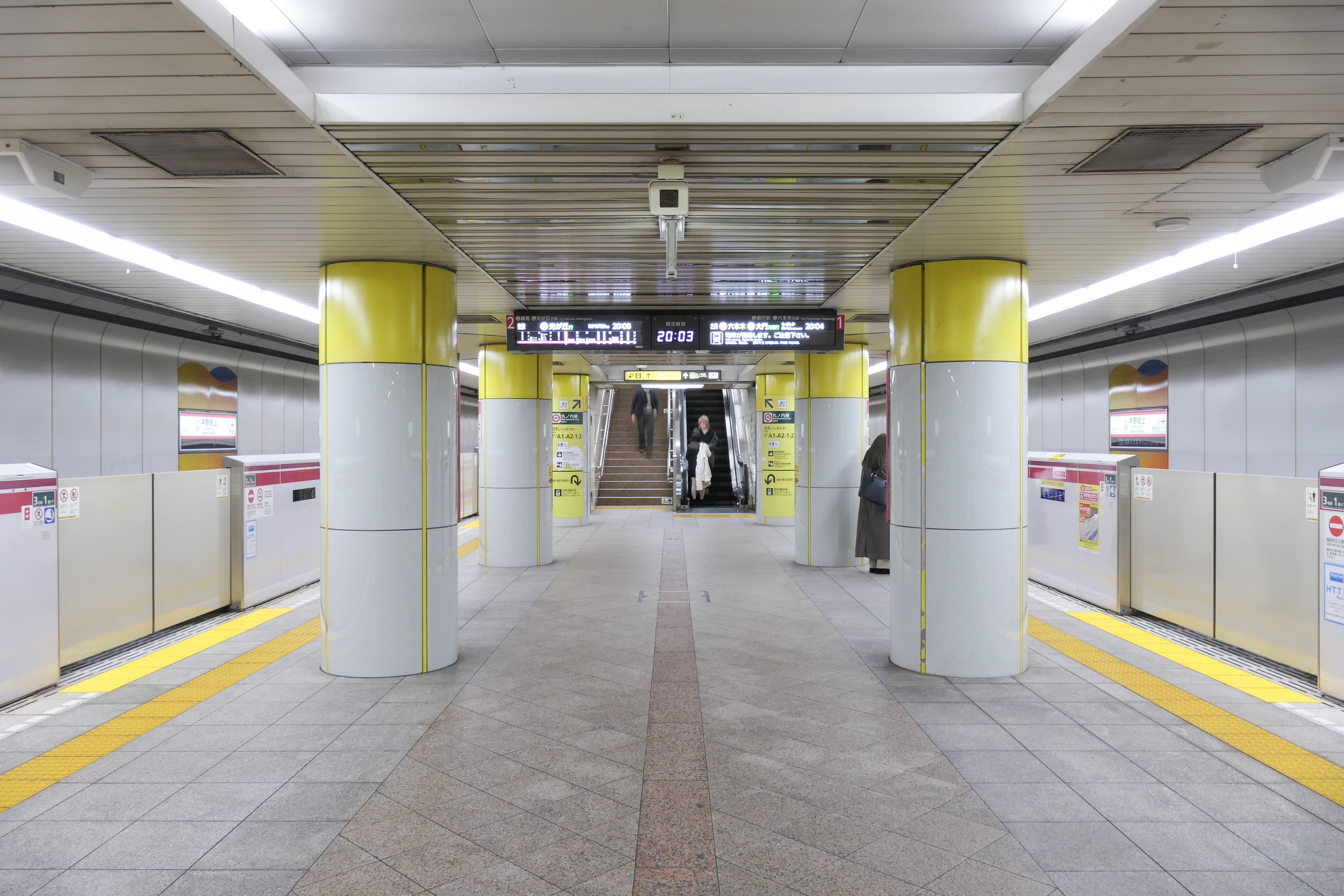
Платформа линии Оэдо

Станция Накано-Сакауэ (яп. 中野坂上駅 накано сакауэ эки) — железнодорожная станция на линиях Маруноути и Оэдо, расположенная в специальном районе Накано в Токио. Станция обозначена номером E-30 на линии Оэдо и номером M-06 на линии Маруноути. На станции установлены автоматические платформенные ворота.

## Линии
- Tokyo Metro
  - Линия Маруноути
- Tokyo Metropolitan Bureau of Transportation
  - Линия Оэдо

## Планировка станции

### Tokyo Metro
Две платформы островного типа и 3 пути.
| 1 | ○ Линия Маруноути                 | Огикубо (так же используется составами идущими до Накано-Фудзимитё)    |
| 2 | ○ Линия Маруноути (Ветка Хонантё) | Хонантё (так же используется составами идущими до Огикубо и Икэбукуро) |
| 3 | ○ Линия Маруноути                 | Синдзюку, Гиндза, Отэмати, Икэбукуро                                   |

### Toei
Одна платформа островного типа и два пути.
| 1 | ○ Линия Оэдо | Тотёмаэ, Роппонги, Даймон |
| 2 | ○ Линия Оэдо | Нэрима, Хикаригаока       |

## Близлежащие станции
| «                    |                 | Линия           |                  | »                |
| Линия Маруноути      | Линия Маруноути | Линия Маруноути | Линия Маруноути  | Линия Маруноути  |
| -------------------- | --------------- | --------------- | ---------------- | ---------------- |
| Син-Накано           | Син-Накано      | Основная линия  | Ниси-Синдзюку    | Ниси-Синдзюку    |
| Накано-Симбаси       | Накано-Симбаси  | Ветка Хонантё   | Конечная станция | Конечная станция |
| Линия Оэдо           |                 |                 |                  |                  |
| Ниси-Синдзюку-Готёмэ |                 | -               |                  | Хигаси-Накано    |